# Torneo Godó 1996
Il Torneo Godó 1996 è stato un torneo di tennis giocato sulla terra rossa..
È stata la 44ª edizione del Torneo Godó,
che fa parte della categoria Championship Series nell'ambito dell'ATP Tour 1996.
Si è giocato al Real Club de Tenis Barcelona di Barcellona in Spagna, dal 15 al 22 aprile 1996.

## Campioni

### Singolare
Thomas Muster ha battuto in finale  Marcelo Ríos con il punteggio di 6–3 4–6 6–4 6–1

### Doppio
Luis Lobo /  Javier Sánchez hanno battuto in finale  Neil Broad /  Piet Norval con il punteggio di 2–6 6–4 6–4